# Li Ji (Schwimmerin)
Li Ji (chinesisch 李 季, Pinyin Lǐ Jì; * 9. Juli 1986 in Yunnan) ist eine chinesische Schwimmerin.
1998 wurde sie in die Sportschule der Provinz Yunnan aufgenommen, wo sie von Li Wen trainiert wurde.
2003 wurde sie Mitglied der Nationalmannschaft, nachdem sie Vierte der chinesischen Meisterschaft über 200 Meter Freistil geworden war.
Bei den Olympischen Spielen 2004 in Athen erhielt sie als Mitglied der 4-mal-200-Meter-Freistilstaffel eine Silbermedaille, wobei sie allerdings nur im Vorlauf an den Start ging.
2004 wurde sie beim Weltcup in Russland Fünfte über 200 Meter Freistil. Des Weiteren wurde sie im Oktober desselben Jahres mit der chinesischen 4-mal-100-Meter-Freistilstaffel Sechste und mit der 4-mal-200-Meter-Freistilstaffel Vierte bei den Kurzbahnweltmeisterschaften in Indianapolis.
Ein Jahr später erreichte sie mit der 4-mal-100-Meter-Freistilstaffel das Finale bei den Schwimmweltmeisterschaften 2005 in Montreal und wurde Sechste.